# Biserica Sfântul Nicolae din Moara Domnească
Biserica Sfântul Nicolae din Moara Domnească este un monument istoric aflat pe teritoriul satului Moara Domnească, comuna Găneasa.
Biserică în formă de navă ridicată la 1817, 6 contraforti mari laterali, câte 3 de fiecare parte si 2 la absida altar. Pictură în interior. Ornamentatie cu cărămidă aparentă. Turlă poligonală pe pridvor. Boltă cilindrică pictată si catapeteasmă din lemn de tei, sculptată.